# 부산 실내사격장 화재
부산 실내사격장 화재 사고(釜山 室內 射擊場 火災 事故)는 2009년 11월 14일에 부산광역시 중구 신창동 국제시장 4공구에 있는 '가나다라 실내 실탄사격장'에서 일어난 화재 사고이다.

## 화재 과정
2009년 11월 14일 14시 26분 경 6층 건물 중 2층에 위치한 실내 사격장 안에서 원인이 밝혀지지 않은 불이 나 30여분만에 꺼졌다. 사고 당시 일본인 7명과 한국인 3명이 그 자리에서 숨졌으며 일본인 4명, 한국인 2명이 중화상 등을 입고 병원에 옮겨져 치료를 받았다. 처음에는 일본인이 8명 숨진 것으로 알려졌으나, 사고 수습 과정에서 사망자 1명이 사격장 종업원인 것으로 밝혀졌다. 시신은 부산백병원 영안실에 안치됐다. 상태가 심했고 생존자 중 다수가 중상이라 신원확인이 어려웠기 때문이다. 18일, 사고 때문에 부상을 입어 치료중이던 67세 한국인 여행 가이드 문민자씨가 사망해 총 사망자는 11명으로 늘었다.
경찰은 15일 발표에서 정확한 화재 원인은 조사 중이며 14시 23분까지 사격장 내에 머물면서 사격을 하고 휴식을 취하는 모습이 CCTV 화면상 확인됐으나, 이후 화면이 정지돼 화재 상황을 확인할 수 없었으며, 특히 발화지점으로 추정되는 곳의 CCTV는 고장 나 확인이 불가능했다고 밝혔다.

## 피해자들의 신원
이날 오후에 세일여행사를 통해 9명, KR여행사를 통해 2 ~ 3명의 일본인 관광객이 이 사격장을 찾은 것으로 알려졌다. 특히, 세일여행사를 통해 찾은 관광객들은 나가사키현 운젠시의 한 중학교 동창생들로, 나가사키현 시마바라시에 위치한 여행사인 시마바라 철도관광이 모집한 단체 관광객으로 부산을 찾은 것으로 알려졌다.